# Catedral de San Gregorio el Iluminador (Ereván)
La catedral de Ereván (en armenio: Սուրբ Գրիգոր Լուսաւորիչ Մայր Եկեղեցի, Surp Grigor Lusavorich Mayr Yekeghetsi), también conocida como catedral de San Gregorio el Iluminador, es el principal templo de la iglesia apostólica armenia. Está situada en el distrito de Kentron, en Ereván, capital de Armenia. Fue construida entre los años 1997 y 2001.

## Historia
La catedral simboliza el 1700.º aniversario de la proclamación del cristianismo como religión de estado en Armenia, y es el lugar donde se guardan las reliquias de Gregorio I el Iluminador. Estas reliquias fueron enviadas desde Nápoles, Italia.
La catedral fue construida por iniciativa de Vazgen I. La construcción comenzó el 7 de abril de 1997, tras la bendición realizada por Karekin I. La catedral fue diseñada por el arquitecto Stepan Kurkchyan, cuya edificación fue completada en el año 2001.

## Galería de imágenes

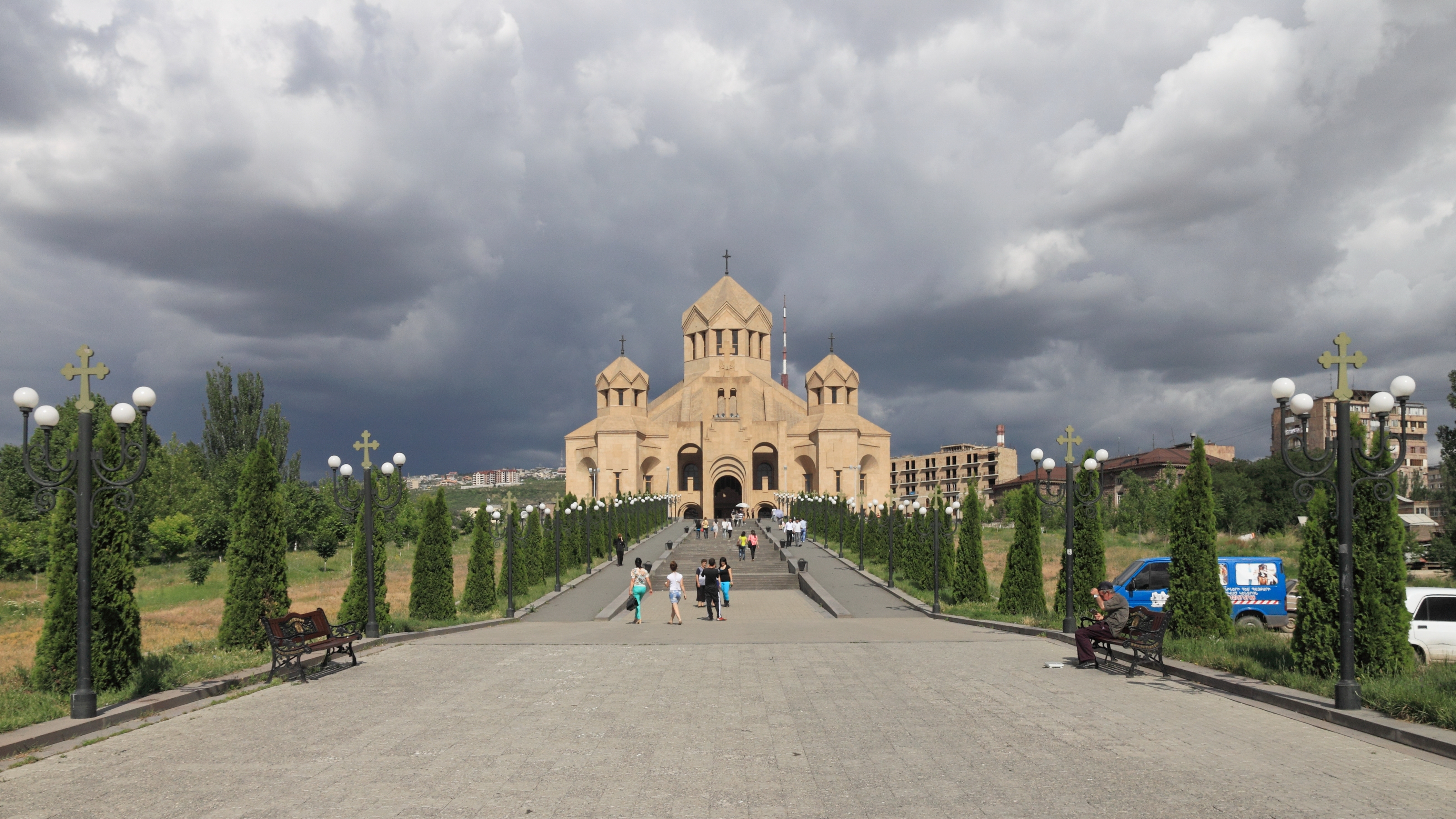
Vista exterior frontal.
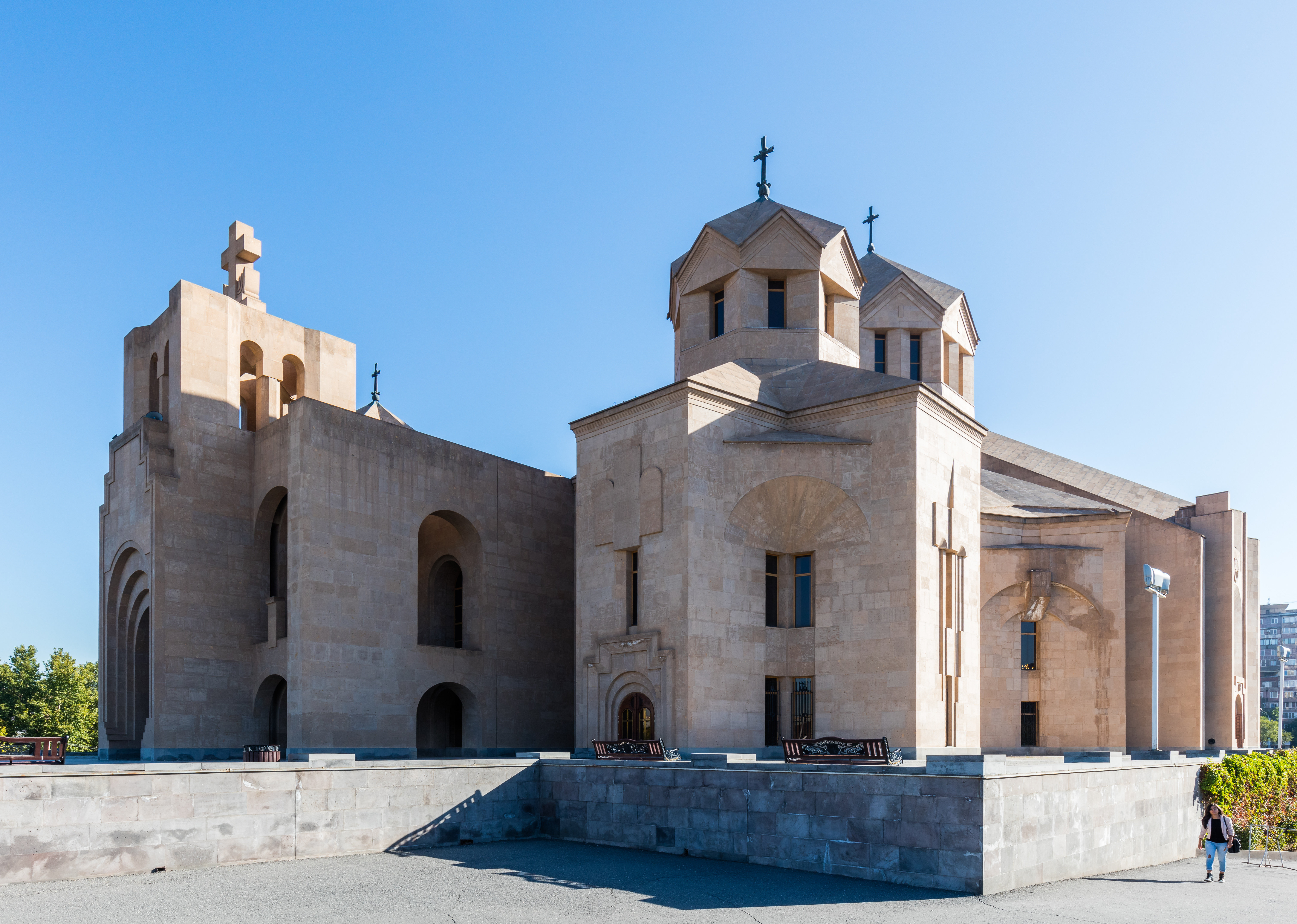
Vista oblicua.
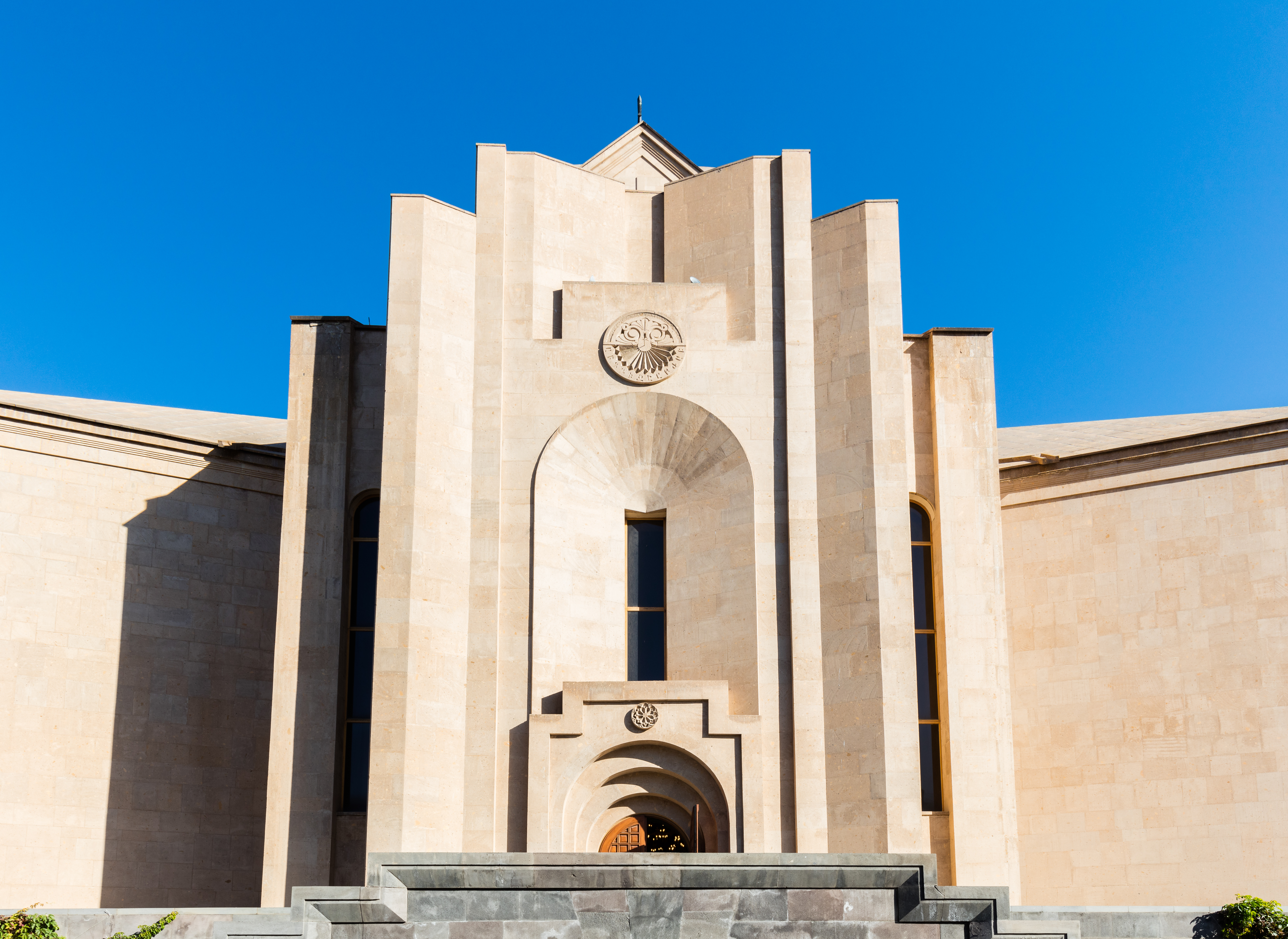
Lateral.
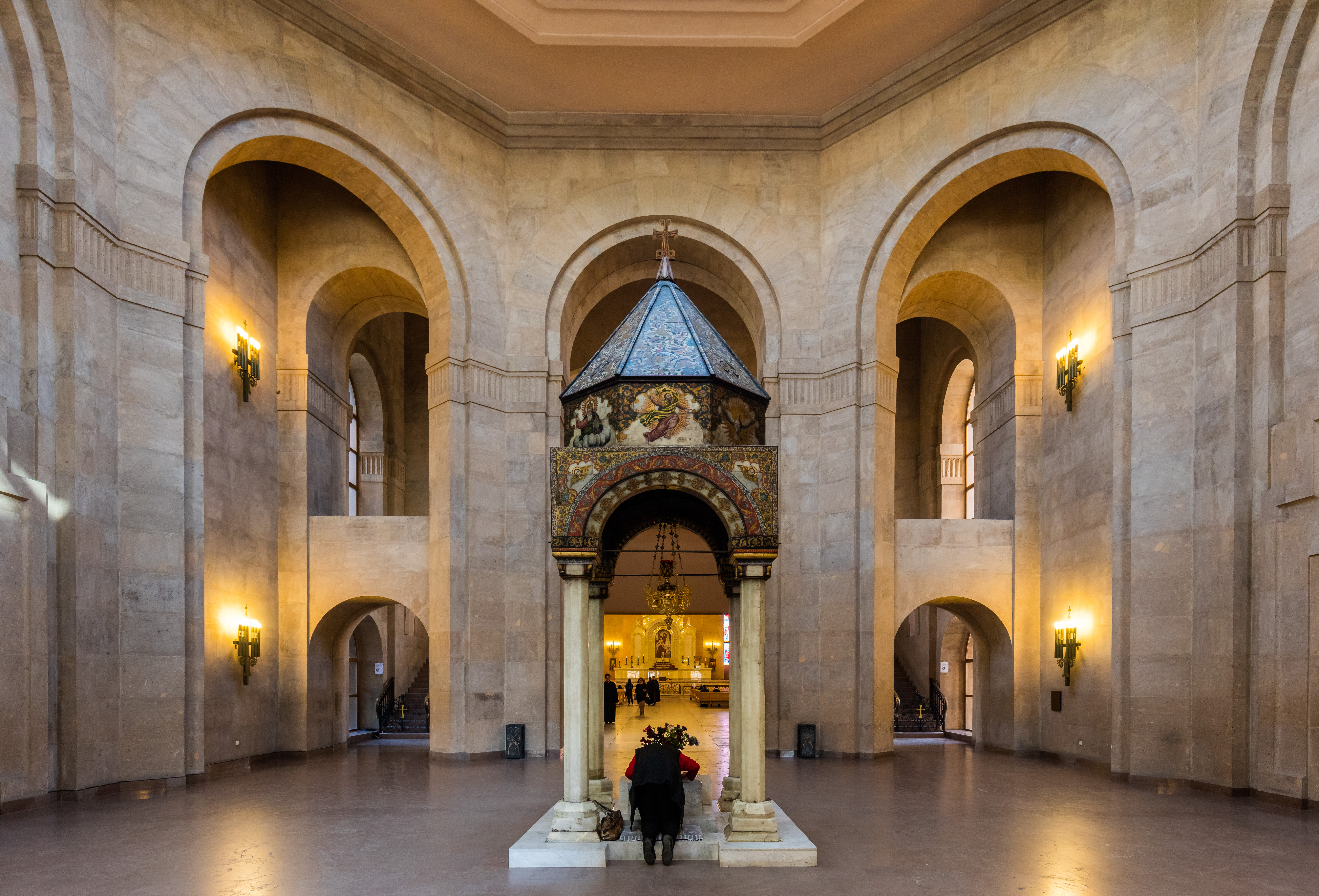
Entrada.
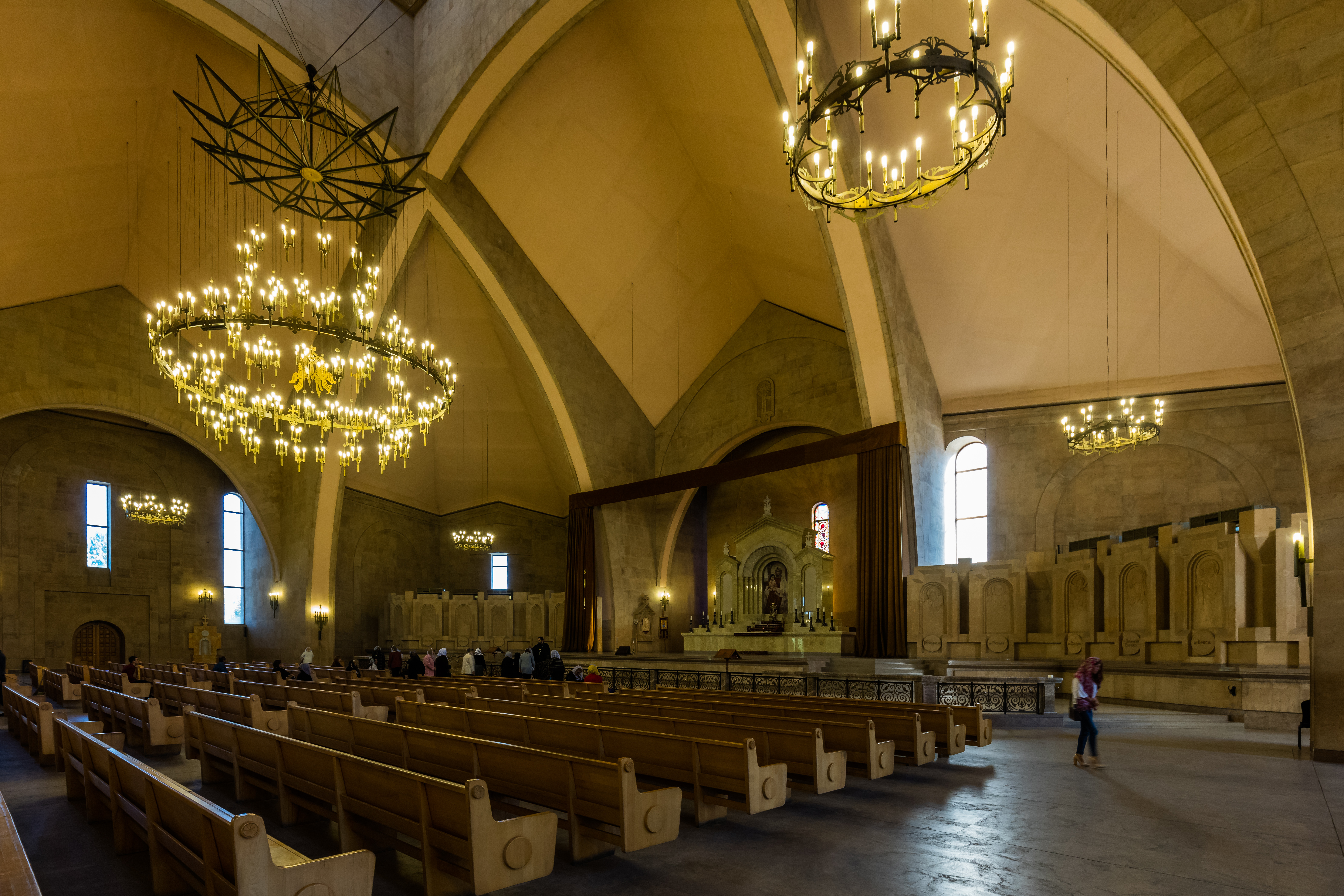
Nave principal.
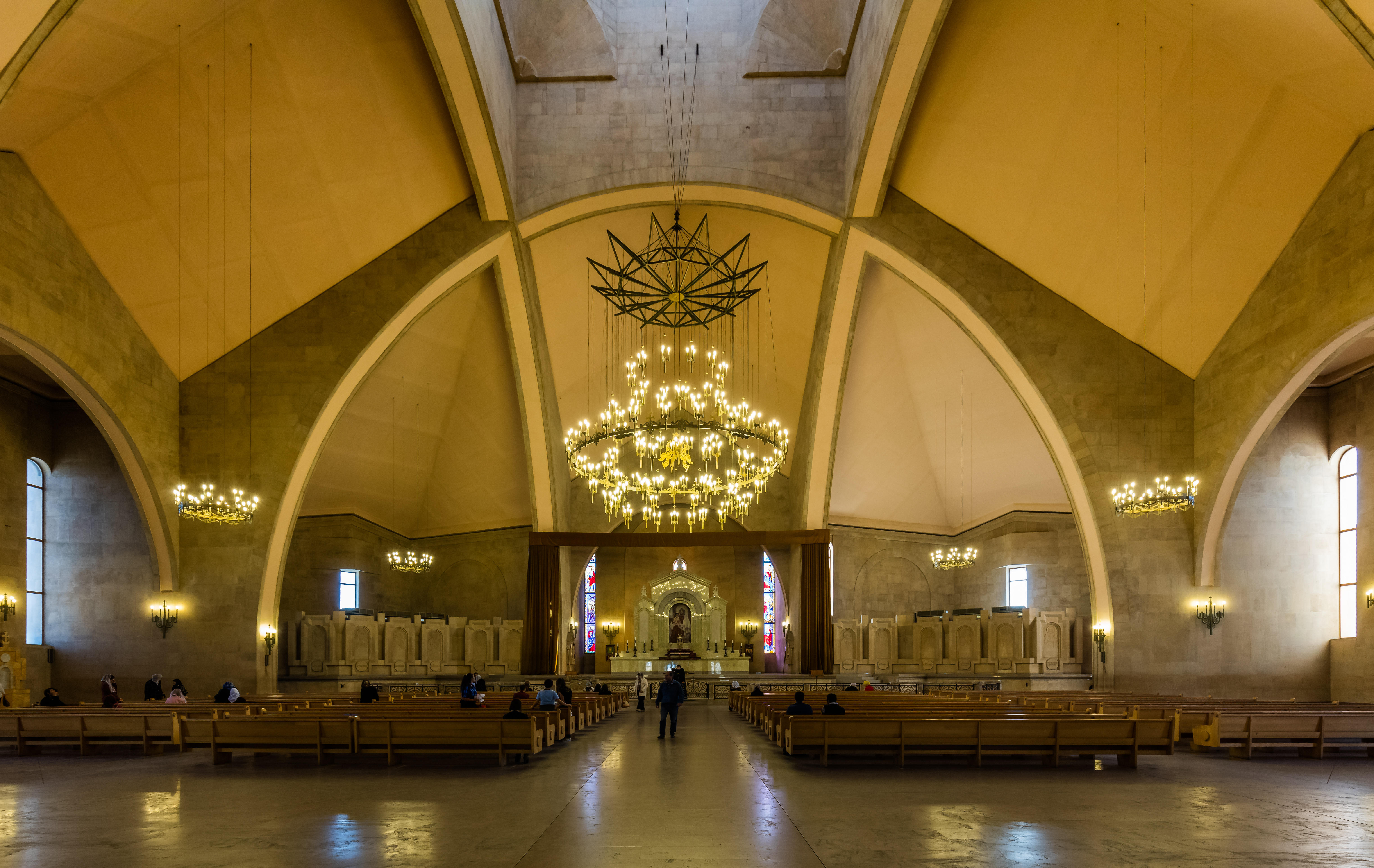
Nave principal.
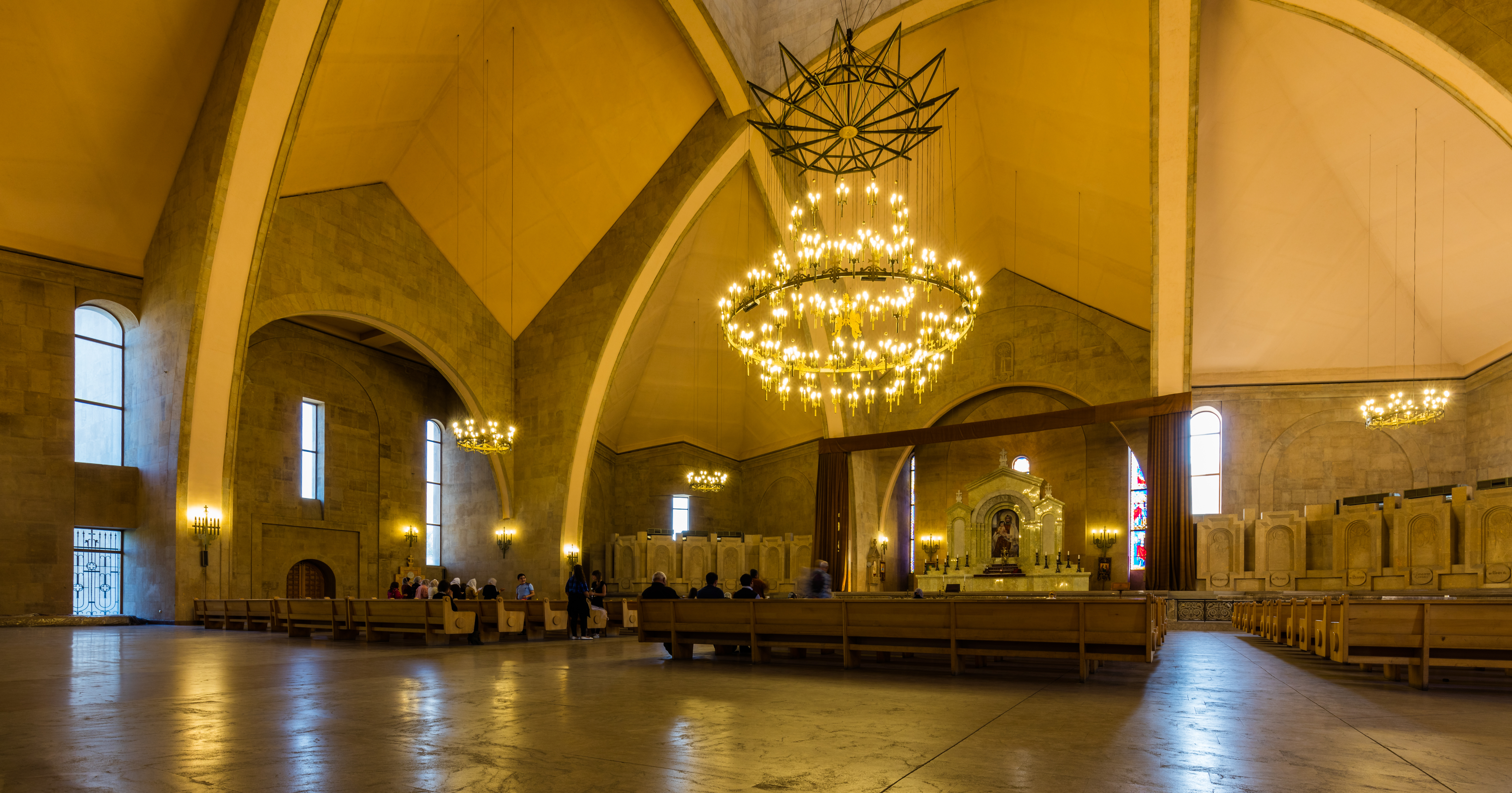
Nave principal.
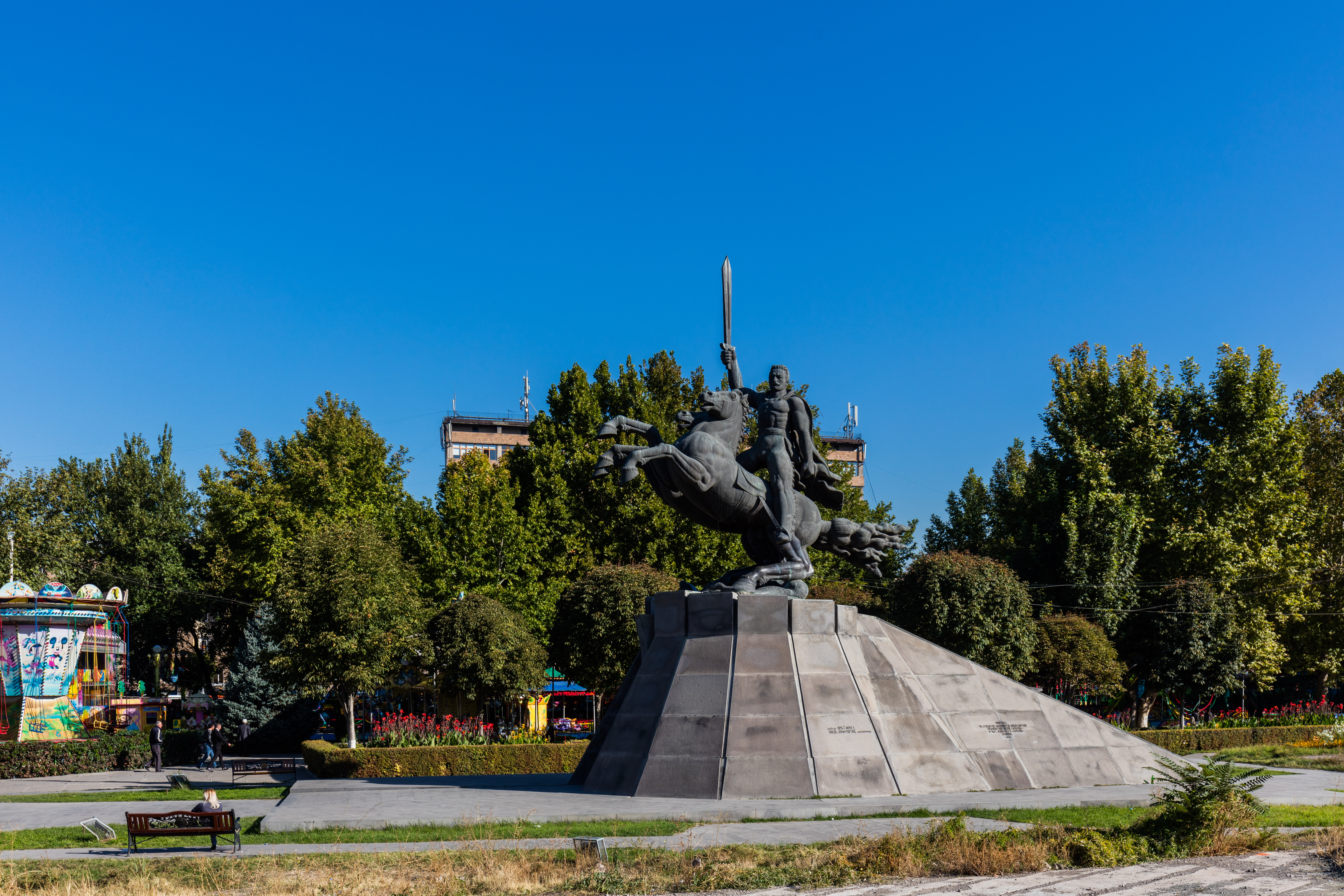
Escultura dedicada a Adranik en el parque frente a la iglesia.